# Station Castelsarrasin
Station Castelsarrasin is een spoorwegstation in de Franse gemeente Castelsarrasin.